# Commelina cufodontii
Commelina cufodontii är en himmelsblomsväxtart som beskrevs av Emilio Chiovenda. Commelina cufodontii ingår i släktet himmelsblommor, och familjen himmelsblomsväxter.
Artens utbredningsområde är Etiopien. Inga underarter finns listade.